# جاك ديلون
جاك ديلون (بالإنجليزية: Jack Dillon)‏ مواليد 02 فبراير 1891 في فرانكفورت - الوفاة 07 أغسطس 1942 في تشاتاهوتشي، كان ملاكم أمريكي صنّف ضمن فئة الوزن الثقيل بدأ مسيرته الاحترافية سنة 1908. دخل قاعة مشاهير الملاكمة الدولية.

## إحصائيات
خاض خلال مسيرته 252 نزالا، فاز في 187 وتعادل في 32 وخسر في 27. فاز بالضربة القاضية في 66 نزالا.

## روابط خارجية
- جاك ديلون على موقع بوكس ريك (الإنجليزية) (registration required)